# Wet op Naturellengrond
De Wet op naturellengrond (Engels: Natives Land Act) was een wet die in 1913 in de jonge Unie van Zuid-Afrika werd aangenomen. De wet verbood overeenkomsten tussen blanken en niet-blanken voor verkoop van land, waardoor het land de facto werd onderverdeeld in gebieden voor verschillende bevolkingsgroepen. Op grond van deze wet werd ook bepaald welke gebieden precies voor de naturellen werd gereserveerd. In feite was een dergelijke wetgeving in de Oranje Vrijstaat al sinds 1876 van kracht, terwijl in de Kaapkolonie het zwarten al bij de Grondwet was verboden land te bezitten.
In de wet wordt een naturel (een inheemse persoon of inboorling, Engels: native) gedefinieerd als een mannelijke of vrouwelijke persoon van een inheems (inboorlingen-)ras of een Afrikaanse stam, of een maatschappij bestuurd door naturellen/natives.
Aanvankelijk kreeg de zwarte bevolking 7% van het land toebedeeld. Uiteindelijk had de blanke minderheid de beschikking over meer dan 80% van het hele grondgebied. Zeventig procent van de zwarte bevolking werd door de Wet op naturellengrond gedwongen te leven op zeven procent van de beschikbare grond. Vele tienduizenden trokken met hun bezittingen weg van het land waar ze vaak al generaties lang gewoond hadden. De gebieden waar zij zich moesten vestigen werden later thuislanden genoemd.

De thuislanden die uiteindelijk werden gecreëerd